# 澤田研二
澤田研二（1948年6月25日—），暱稱Julie（曾中譯：樹里），鳥取縣出生，京都市長大，日本男歌手、演員、作曲家及填詞人。澤田與前妻伊藤惠美育有一子，現任妻子為著名日劇《阿信》中的女演員田中裕子。
澤田自1967年出道便瞬即走紅，其當紅時期由60年代末期，橫跨整個70年代至80年代初，因長期高居一線男歌手位置，故被視為殿堂級偶像巨星，對日本樂壇影響深遠。由於先知先覺的澤田不但帶領潮流，其形象及風格更是大膽、前衛及創新，故此有「日本」的稱號。
1982年至1991年，澤田研二的個人單曲總銷量連續9年位列日本之首。截至2010年12月為止，其個人唱片總銷量約為1570萬張，全國本土歌手總銷量排名為第37位。

## 早年
1948年6月25日，澤田研二在外祖父母家鳥取縣岩美郡津之井村（1963年編入鳥取市，現稱鳥取市津之井村）出生，是父親澤田松雄及母親智惠子(dhie) 的次子。澤田研二在戶口上的名字，「研」字的右下方有一點。他在5歲時遷移到京都府京都市左京區淨土寺東田町祖父母家居住及成長。在京都市立第三錦林小學及同岡崎初級中學畢業後，1964年4月入讀京都府立鴨沂高等學校。而澤田在初中時為棒球部隊長，就讀高中時則屬空手部。

## 音樂事業

### 老虎樂隊
澤田研二在京都市下京區四條通河原町內一間咖啡室「田園」做暑期工時，認識了（Jet Dudes）的隊員，之後加入組成（Thunders）並成為樂隊助手兼主音歌手，而同樣在「田園」演出的（Sally and Playboys）中的岸部修三（現：岸部一德）邀請澤田加入當主音歌手。1965年12月，澤田從京都府立鴨沂高等學校退學，翌年元旦正式加入成為隊員，樂隊改名為（Funnys，正確寫法有y字）。
1966年，樂隊在大阪府道頓堀的爵士樂咖啡室「Number一番」演出，認識同在那裡演出的搖滾歌手內田裕也，經他串針引線下接觸渡邊製作，試音成功後簽約成為旗下藝人。11月9日，樂隊乘新幹線到東京，之後正式命名為（The Tigers）。
1967年2月5日，老虎樂隊首張單曲《僕のマリー》（我的瑪莉）面世。此時各成員亦開始有自己的暱稱，澤田被稱作Julie是因為他是英國女歌手茱莉·安德絲（Julie Andrews）的歌迷。第二張單曲《シーサイド・バウンド》（Seaside Bound）及之後的單曲《モナリザの微笑》（蒙娜麗莎的微笑）推出後與頂尖的蜘蛛樂隊及Blue Comet齊名，第四張單曲（只愛你）更令Group Sounds（GS）搖滾樂熱潮爆發，樂隊立即成為日本首席偶像組合，而澤田憑著一雙大眼晴（不像傳統日本男性擁有小眼睛的樣子）及俊朗的樣子更特別深得少女們的歡迎，令他一躍成為國民的偶像。
1968年，老虎樂隊連續兩張單曲《花の首飾り／銀河のロマンス》（花之首飾／銀河的羅曼史）及《シー・シー・シー》（C-C-C）登上Oricon單曲銷量榜的第一位，當時銷量分別超過67萬張及50萬張。1968至1969年間，炙手可熱的老虎樂隊拍攝了三套以自己樂隊為主題的電影。其後，由於音樂多樣化，GS的熱潮開始減退，1969年12月1日，澤田研二發表首張個人專輯《JULIE》，而其他成員的個人演出亦開始增加。1970年12月7日，老虎樂隊宣佈解散，翌年的1月24日在日本武道館舉行《The Tigers Beautiful Concert》告別演唱會後，老虎樂隊正式解散。

### PYG
成員：
- 澤田研二：主音
- 萩原健一：主音
- 井上堯之：結他
- 大野克夫：鍵盤
- 岸部一德：低音結他
- 大口廣司（日语：大口広司）（1971年9月退出）：鼓
- 原田裕臣（1971年9月加入）：鼓

老虎樂隊解散後，澤田仍然堅持自組樂隊，不理所屬事務所渡邊製作希望他成為獨立歌手的意願，1971年的1月11日組成新的搖滾樂隊「PYG」。PYG模仿歐美流行的「超級組合」的形式（由不同樂隊的成員組合而成），由The Tempters的萩原健一和大口廣司、The Spiders的井上堯之和大野克夫，加上老虎樂隊的岸部一德和澤田研二組成，以井上堯之為首。可是，由於當時搖滾音樂被視為反體制的音樂，屬於當時演藝界最大型的渡邊製作事務所的PYG受到體制的商業主義猛烈評激，而來自各樂隊故有的樂迷對於新樂隊的音樂則未能適應，加上兩大偶像明星澤田研二和萩原健一的歌迷之間的衝突（二人同是主音），樂迷向台上投擲空罐或蕃茄的情況亦屢見不鮮，因而加速樂隊滅亡。
1971年11月1日，當萩原健一仍然活躍於PYG時所發行的第三張單曲《戻らない日々》（不可復還的每一天）的同一天，澤田研二首張單曲《君をのせて - MY BOAT FOR YOU -》（載著你）亦正式發表。同年12月澤田更發表其第二張個人專輯《JULIE II IN LONDON》，而萩原健一演出(1972)（麗的電視譯《追緝令》，無綫電視譯《黑日追捕令》，澤田研二於第20集客串演出）後受到高度評價，往後的日子澤田和萩原變得各自活動，當萩原歸隊時，樂隊會以「PYG」的名義演出，萩原缺席時，他們就以「澤田研二與井上堯之Band (或Group)」的名義活動。1972年3月，澤田的第二張單曲（不被容許的愛）大熱，獲得《第14回日本唱片大賞》歌曲賞及《第5回日本有線大賞》優秀賞，並首度入選《紅白歌唱大賽》（第23回），當時PYG變得形同虛設。
以1972年12月「澤田研二與井上堯之Band」演出的（下稱《日劇Western Carnival》）作為依據，同年夏天的《日劇Western Carnival》活動就是PYG的最後一次演唱，雖然他們以12月的單曲（第一次的眼淚）作終結，然而，澤田於其後直至70年代中期的言談中，不時流露出自己仍然是該樂隊的成員的意識。再者，他偶爾會把井上堯之Band稱為「PYG的夥伴」，談及自己的抱負時，還會使用「作為一名歌手，同時作為PYG的一名成員…」等字眼。雖然PYG樂隊在當時不被肯定，但到後期亦獲得重新評價，部份樂曲如等也被流傳下來。

### 澤田研二與井上堯之Band
由於PYG的個名稱只能在萩原健一歸隊時才會使用，樂隊（初時的成員包括：井上堯之、大野克夫、岸部一德、原田裕臣）在他缺席時就變成澤田研二的伴奏樂隊，除演奏PYG的樂曲外，有時還會演奏澤田個人的歌曲，這就是井上堯之Band的前身。之後他們便以「井上堯之Band」的名義演出，樂隊也試過單獨表演，其實他們基本上已經演變成澤田研二的專屬伴奏樂隊，而井上堯之Band此時亦成為日本首個由歌手帶領的專用伴奏樂隊。
從1972年9月20日發售的澤田研二的第四張單曲《死んでもいい》（死又何妨）開始，井上堯之Band便正式擔任澤田個人演出的伴奏樂隊，同時亦繼續PYG的演出，執著擁有專屬樂隊的澤田當時曾發表以下言論：「如果能造出流行的曲子的話，便可以做自己喜歡的事，喜愛的伴奏樂隊也可以繼續下去。」同年的《第23回紅白歌唱大賽》，首次參與的澤田帶同井上堯之Band一同演出。從當時開始，喜愛「澤田研二與井上堯之Band」這隊搖滾組合的人也多了，而他們的團結精神亦帶出「澤田研二 = 井上堯之Band的主音」的看法，他們的音樂節奏強勁，直至1980年澤田和井上的音樂理念開始分歧而結束合作關係。

### 個人發展及事業高峰期
1973年，澤田研二作全面個人發展，憑《危険なふたり》（危險的二人）首次奪得《日本歌謠大賞》（第4回）的年度大賞這個最高榮譽，踏上事業的第一個小高峰。另外，早川タケジ從這個作品開始便擔任澤田的形象顧問，為他建立嶄新的形象。1975年5月發表的《巴里にひとり》（孤獨在巴黎）法語版《MON AMOUR JE VIENS DU BOUT DU MONDE》（我的愛人，我來自世界的盡頭）打入法國音樂流行榜十大，在國外的演出亦得到正面評價。1975年8月21日，澤田研二發表了由他主演的TBS系電視劇《悪魔のようなあいつ》（像惡魔一樣的傢伙）中的插曲（任意讓時光消逝），連續5星期得到Oricon單曲銷量榜的冠軍，當時累積銷量超過90萬張，成為澤田至今最暢銷的單曲。
1975年6月4日，澤田與秘密交往多年，同屬渡邊製作事務所的孿生姐妹組合The Peanuts（花生姊妹花）中的姐姐伊藤惠美結婚，並於7月的比叡山演唱會中帶同穿上婚紗的伊藤公佈婚訊，由於伊藤比澤田大7年，故初時外間並不看好這段婚姻。雖然婚後的澤田的受歡迎程度並沒有減退，但隨後卻發生了兩次「新幹線暴行事件」。1975年12月，大批澤田的歌迷在國鐵東京站聚集，等待他返京，期間澤田因負責維持秩序的職員的說話而與之發生衝突（據稱該職員當時說了句「這個東西有什麼好？」），澤田用頭鎚撞傷對方。第二次事件發生在1976年5月16日，據說澤田因被新幹線車內一名男性乘客稱作「薯頭Julie」（日語中的「薯」有土包子的意思）而打傷對方口部，5月21日，澤田在富士電視台內舉行道歉會交代事件及展示其右手傷勢，6月15日渡邊製作宣佈澤田停工閉門思過一個月直至7月17日。同年的《紅白歌唱大賽》及頒獎典禮，澤田亦相繼缺席。
澤田復工後再度活躍，從1976年中開始發表了兩首打入Oricon十大的單曲《コバルトの季節の中で》（蔚藍色的季節中）及《さよならをいう気もない》（沒有說再見的力氣），1977年5月21日所發表的單曲《勝手にしやがれ》（從心所欲）大賣，當時累積銷量約90萬張，連續4星期成為Oricon單曲銷量鎊的冠軍（合共5星期），而同年11月15日發表包括該樂曲的所屬專輯《思いきり気障な人生》（令人裝模作樣的人生）亦得到Oricon大碟銷量鎊的冠軍，之後澤田獨佔年末各主要大獎，當中包括以壓倒性姿態贏得日本最高權威的音樂獎項《第19回日本唱片大賞》年度大賞，以及《第10回日本有線大賞》和《第11回全日本有線放送大賞》的年度大賞等，並成為首名兩奪《日本歌謠大賞》（第8回）年度大賞的歌手，攀上事業上的頂峰。1978年《ダーリング》（Darling）一曲令他禪聯《日本有線大賞》（第10回）年度大賞。挾著1977年的氣勢，1978年的《紅白歌唱大賽》（第29回），澤田成為紅白史上首位非演歌系的流行曲歌手擔任全晚壓軸表演，亦是紅白史上第一位能夠以個人名義擔任全晚壓軸演出的非演歌系流行曲歌手，當晚演唱了獲得《第20回日本唱片大賞》最優秀歌唱賞的《LOVE (抱きしめたい)》（LOVE (擁抱)）。
這一連串成功的流行歌曲令澤田的事業達至頂點，除了音樂節目外，綜合節目、電視劇、電影及廣告等的演出亦接踵而來，而當中較為有代表性的就是與同屬事務所的志村健於綜合節目《漂流者大爆笑》及《八點！全員集合》裡合演趣劇，澤田至今仍然讚賞著志村的噱頭。
從1979年11月開始，澤田便擔任日產汽車藍鳥910型的廣告主角，歷代藍鳥的傳統高行車性能和先進性，適合紅得發紫的澤田得到相乘效果，博得一眾評論家及汽車迷的好評，並且成為用日本國內長期保持銷量第一的中型車種。此後，1983年10月新型號U11型的廣告主角（直到前期型）繼續由澤田擔任並再度獲得好評。
70年代的後半期出現了所謂「沒有在電視看不到Julie的日子」的高度曝光率，澤田經常出席高收視率的流行榜形式的音樂節目，他本人說以「總是閃亮亮的一等賞」作為目標。當時音樂界中最熱門的流行榜TBS系的《The Best Ten》中，澤田從1978年11月到1982年12月的4年間共250週中，上榜136週（合共138次），佔了54.4%，其中《ダーリング》（Darling）(1978) 一曲更連奪7星期的冠軍。
對作為頭號超級巨星的澤田來說，歌曲在流行榜的名次及唱片銷量為其人氣的重要指標。1979年9月21日發售的《ロンリー・ウルフ》（Lonely Wolf），音樂評價不高和不太流行，很早便對年末的獎項死了心，而對於年初便開始大熱的歌曲《YOUNG MAN (Y.M.C.A.)》，澤田勉勵西城秀樹說：「今年絕對是西城君你的年，請把我那份兒也一併努力。」
澤田在舞台上強勁的現場表演、大型全國巡迴演唱會等，在當時日本的音樂界來說，還未屬主流活動，到後來才逐漸被採用，成為現今流行的音樂活動。此外，他亦擴闊了自己的工作範疇，他除為自己作曲填詞外，亦會負責幕後的音樂製作及生產，同時他又為其他歌手提供樂曲，當中較著名的就是1982年與三浦百惠（山口百惠）合作，為美日混血女歌手Ann Lewis作了《ラ・セゾン》（La Saison）一曲（澤田曲，山口詞），成功打入流行榜十大。

### 視覺系時期
作為表演者的澤田最著名的就是在視覺方面做得十分出色。在保守的1960年代，老虎樂隊是日本首個長髮組合，惹來爭論（因長髮被指為不良）。當作個人發展後，其獨一無二和艷麗的打扮為觀眾帶來驚喜，其後被譽為「視覺系始祖」（日本的視覺系文化在當時還未被定義）。經典的演出及服飾包括《カサブランカ・ダンディ》（Casablanca Dandy）(1979) 中沒有扣上褲子鈕扣及拉上拉鍊的造型，並且於表演中途口噴威士忌，《OH! ギャル》（OH! GAL）(1979) 用上女性化妝品，塗上口紅和指甲油，還發展出一曲有兩個完全不同造型的演繹方法（船長手拿香煙、紅帽紅衣牛仔拿著手槍），《TOKIO》(1980) 中佈滿電燈泡、重約19公斤、價值約250萬日元的鬥牛戰衣和背上的降落傘（降落傘也有多個款式的），（Bad Tuning）(1980) 中戴著那雙不斷變色的隱形眼鏡，一邊唱歌一邊撕破外衣，澤田每次發表單曲，其超激的服飾都成為熱門話題。另一方面，1980年出版的全裸寫真集（水之肌膚），更開創了日本男藝人拍攝此類大膽寫真集的先河。但是，對於認為銷量及排名比聲音質素更重要，太過在意於成為大眾話題及著重表現的澤田，與之合作多年的伴奏樂隊的領隊井上堯之開始感到不協調，表示「已經無法合作下去」作為解散樂隊的理由。
雖然井上堯之Band的解散對澤田造成一定的打擊，但之後與吉田建為主的伴奏樂隊「ALWAYS」、「沙灘上的Love Letter Band」和「EXOTICS」合作卻換來新火花。1981年9月21日發售的單曲《ス・ト・リ・ッ・パ・ー》（Stripper），妖艷而狂野的造型及深紫色的化妝不但引人注目，而這亦是澤田自己作曲作品中銷量最好的曲子。1981年1月東京有樂町的日本劇場清拆前所舉行的（再見日劇Western Carnival）令昔日多隊曾在該處演出的GS樂隊再度重聚，1982年，老虎樂隊（除瞳實外）以的「老虎同窗會」的名義再度重組，發表的單曲《色つきの女でいてくれよ》登上Oricon單曲銷量榜十大，而包括日本武道館一站在內的全國巡迴演唱會亦十分成功。
1982年，澤田因與田中裕子拍攝電影《男人之苦：戀愛專家》傳出婚外情而被傳媒大肆報導，受到強烈譴責。事件令自出道以來，名字經常出現在流行榜高位的澤田的唱片銷量由1983年開始下降，此為澤田歌唱事業上最大的轉捩點。

### 獨立期
1984年當EXOTICS解散後，澤田的伴奏樂隊出現真空期，他此時與交響樂團合作，以半英半日語翻唱1924年著名西班牙歌曲《AMAPOLA》，並以同曲迎戰年末的《紅白歌唱大賽》，配上一身粉紅色的華麗造型演繹遭槍擊後浴血的淒美場面。
由1985年1月開始休息的半年，澤田脫離自出道便跟從的渡邊製作作獨立發展，成立個人事務所「CO-CóLO株式會社」，而唱片公司則由寶麗多轉到東芝EMI。同時，澤田的自傳《我的名字叫“茱莉”》出版(玉村豐男編輯/中央公論社)。在音樂方面，組成以チト河内為主的伴奏樂隊「CO-CóLO」再開始活動，並採用與以往不同的工作方式，這一年就如澤田所說，成為了一個轉捩點。
從1987開始，澤田受到多方面的打擊，1月先與伊藤離婚，付出高達18億1800萬日元的贍養費，為當時藝人夫婦離婚的最高金額賠償。恩師渡邊晉於1月31日離世。3月於京都演出時從舞台上跌足掉下，造成意外，左肘骨折並需住院一個月。同年9月，歌迷會解散。1988年5月20日，澤田因酒後駕駛而與的士發生碰撞，被書面起訴，休業一個月。隨後，與之合作3年的伴奏樂隊CO-CóLO解散，並組成新的伴奏樂隊「Kris Kringl」。此外，澤田自稱的「容易發胖的體質」，其身型亦出現了明顯的變化。
1989年4月及6月，老虎樂隊與The Golden Cups及The Wild Ones分別於大阪城會堂及橫濱體育館舉行了《タイガース・メモリアル・クラブ・バンド》（Tigers Memorial Club Band）演唱會，聯合演唱了一些英語歌曲及作個別演出，而老虎樂隊亦擔任了壓軸表演。同年10月11日的專輯《彼は眠れない》（他不能入睡），澤田的音樂風格再度轉變，並與村上秀一的新伴奏樂隊「JAZZ MASTER」合作。另外，連續10年的音樂劇《ACT》系列亦告展開。1989年11月12日，澤田迎娶田中裕子，多年的感情困局得以開花結果。年末的《紅白歌唱大賽》，澤田分別以個人及組合（老虎樂隊）身份演唱，是紅白史上首次有歌手於同晚內兩度出場，此事成為一時熱話。
大約從1992年起，變質的演藝圈令澤田開始減少曝光，他對於從前大熱的歌曲和榮耀，以及傳媒的吹捧，都予以拒絕的態度。雖然如此，1991年的25週年演唱會《Julie-mania武道館演唱會》和1996年的30週年紀念專輯（愛是不能等待）等等回顧事業的紀念活動，他每次也會參與。認定了「今後希望做自己想做的音樂」，澤田自1995年起發表的專輯，全部都是自己生產的。在嬰兒潮時期出生的澤田，還表示「想繼續做令同年代的人精神一振的音樂」。1997年，澤田與老虎樂隊成員岸部一德和森本太郎組成樂隊「TEA FOR THREE」。

### 近年
2001年，澤田對傳媒的態度開始放緩，再度頻密地出席電視節目成為談論話題。2002年，澤田成立個人唱片公司「JULIE LABEL」，此後，這個品牌的原創專輯的包裝都經過精心設計。2005年，寶麗多時代的21張專輯及3張精選專輯的復刻版被重新發行，其中精選《Royal Straight Flush》系列的第1輯（1979年首度發行）成功打入Oricon銷量榜的TOP 50 (最高49位)，成為一時佳話。同年，發生地方公演被臨時取消事件，原因是主辦單位未能確保有足夠的入場人數。另外，於7月面世的音樂遊戲《太鼓之達人7》收錄了澤田的首本名曲《勝手にしやがれ》（從心所欲）。2006年，澤田參加加瀨邦彥及The Wild Ones的40週年紀念演唱會，以表演嘉賓身份在久違了的日本武道館中熱唱。除歌手活動外，以澤田為主題的彈珠機「CR Fever Julie The Pinball」（SANKYO）亦在3月開始發售。
2007年為澤田出道40週年，8月4日在東京澀谷C.C.Lemon禮堂開始全國巡迴演唱會。同年8月1日，曾為澤田寫下不少名曲的著名作詞家阿久悠逝世，據說澤田帶上「喪章」與觀眾一起熱唱往年的代表作，而多個電視台亦製作追悼阿久悠的節目，播放澤田以往演繹由阿久悠填詞的歌曲片段，令澤田人氣再現。
現在的澤田每年都會發表新曲及專輯，以及舉行新年及巡迴演唱會，魅力依然不減，還有每年演出一至兩齣舞台劇或音樂劇，這已成為澤田近年的工作模式。
2008年為澤田的花甲之年，年初的新年演唱會，最後一場在C.C.Lemon禮堂的門票被搶購一空。隨後，相關的紀念活動亦開始，先是5月開始分別在東京、大阪及橫濱舉行的紀念Talk Show《Reach one's 60th year. ROCK'N ROLL MARCH》，全國巡迴演唱會《還暦だぞ！！ROCK'N ROLL MARCH》（花甲了！ROCK'N ROLL MARCH）亦於6月25日踏入60歲大壽當天在C.C.Lemon禮堂展開，與歌迷一起慶祝。同年以《人間60年・ジュリー祭り》（人間60年・Julie祭）為名於11月29日在大阪巨蛋及12月3日在東京巨蛋舉行其首次的巨蛋演唱會，分別有約2萬及3萬人入場，東京巨蛋演唱會6個半小時（連半小時休息時間）的超人演出，演唱了80首歌曲。
2009年1月的《奇跡元年》演唱會，由昭和時期推出首張專輯起的20年作一個分野，以隨後平成時期的20年作為這個新年演唱會的主題。2月與內田裕也30年後再度攜手合作演出。11月至12月，與藤山直美合演的舞台劇《桂春團治》作第三度公演。
2010年，澤田與前渡邊製作GS樂隊The Wild Ones組成「JULIE with THE WILD ONES」，發行同名專輯及單曲《渚でシャララ》（海邊Shalala）。

## 演員事業
澤田研二在老虎樂隊時期不僅演出了典型的偶像電影，隨後亦貫徹其大膽和敢作的作風，過往曾有不少挑戰尺度及前衛的演出，例如(1974) 和（巴黎的哀愁）(1976) 等電影中過激的床上戲，《三島由紀夫傳》(1985) 中飾演三島由紀夫小說《鏡子之家》內有被虐癖的演員和古裝驚慄電影《魔界轉生》(1981) 中與真田廣之的男性之吻等。另外，以三億日元搶劫案為題材的TBS電視劇《悪魔のようなあいつ》（像惡魔一樣的傢伙）(1975)，澤田飾演一名患上絕症的罪犯，在酒吧中賣唱兼賣身，劇中他與多名女演員的激情演出，加上與酒吧老闆的同性曖昧關係，成為澤田其中一套著名作品。除此之外，澤田亦參與了一些實驗電影或由年輕導演執導的作品，例如《藍色假期》(1984)、《妖獸獵人》(1991) 和《幸福的開關》(2006) 等，2007年更憑《幸福的開關》奪得《第16回日本影評家大獎》的主演男優賞。關於這些演出，曾演過不少罪犯角色（例如《盜日者》(1981) 偷原子彈的教師）的澤田曾表示受阿倫狄龍的影響：「很喜歡阿倫狄龍，明明是英俊小生卻經常演出像電影《怒海沉屍》內的殺手。」
澤田自1986年至現在，每年都會演出舞台劇或音樂劇，從未間斷，當中包括了由1989至1998年連續10年間演出的《ACT》系列音樂劇，演繹一人戲劇和哲學的內容。自這個系列的合作後，澤田還有繼續參演由久世光彥和マキノノゾミ擔任創作及選角的音樂劇，而舞台音樂方面，他起用當時未有知名度的手風琴手coba，隨後亦有繼續合作。2006年，coba獲得意大利的「voce d'oro」獎項時，更邀請澤田擔任慶功宴的發起人。此外，澤田近年的作品都是由南流石擔任舞蹈編排。而他在這幾年更積極演出，一年參與一齣舞台劇及一齣音樂劇已成為其工作模式。

## 評價

### 特色
澤田研二憑著多首英語及法語歌曲助他成功打入國際市場，他過往曾在不同場合中演唱大量的英語名曲，部份更被翻譯成日語版，例如《I Believe In Music》一曲便是由澤田親自譯詞。原創的英語歌曲方面，較著名的有和《MEMORIES》，而《G.S.I LOVE YOU》更是由澤田作曲。除英語專輯外，澤田亦曾推出法語專輯。另外，他又曾演唱過意大利語的歌曲。
帽子是澤田的衣飾中一件重要的配搭，曾出現在多首歌曲的造型上，而帽子的戴法很多時會遮著一隻眼睛。為增添舞台效果，他有時會拿著小道具演唱，例如羽毛圍巾、匕首、香煙、手槍、小酒瓶、手帕、面具等。
澤田除了在衣著造型上別具心思之外，他在舞台上所擺的獨特姿勢亦不能忽視，最常見的就是用食指指著鏡頭，以及舉起拇指(或及尾指)的動作。要數到最經典的，就是其首本名曲《勝手にしやがれ》（從心所欲）中拋出帽子的動作，至今仍然吸引不少人模仿。

### 功績
- 老虎樂隊是日本首個長髮男性偶像代表。當時的社會對於「長髮=不良」的偏見十分強烈，除有中學生被家長從老虎樂隊的演唱會中揪出來，人氣頂盛的他們更被禁止出席《樂天歌之Album（日语：ロッテ歌のアルバム）》及《紅白歌唱大賽》等著名電視節目。
- 1968年8月12日，老虎樂隊在後樂園球場（日语：後楽園球場）召開的（盛夏夜晚的祭典）是日本首個在體育館舉行的現場演出。
- 1969年3月，澤田研二成為美國著名雜誌《滾石》的封面人物[19]，是有史以來除小野洋子以外另一位能夠登上該雜誌封面的日本人。
- 1971年1月24日的《The Tigers Beautiful Concert》告別演唱會是日本人首次在日本武道館的單獨公演。
- PYG時代，首次在服飾中引入London boots（日语：ロンドンブーツ）。
- 1974年以「Rock'n Julie」為題的演唱會是日本首個全國巡迴演唱會(16城市34公演)。
- 澤田在初期的個人演出中，已與由PYG顯生的井上堯之Band一起活動，是日本首位帶同自己的專用樂隊演出的歌手。而這隊擁有小型爵士樂隊風格的井上堯之Band，則成為日本首個由一位歌手帶領的專用伴奏樂隊。
- 《MON AMOUR JE VIENS DU BOUT DU MONDE》（我的愛人，我來自世界的盡頭）為日本人首支打入法國歌曲流行榜BEST 10的歌曲。
- 1977年的《勝手にしやがれ（日语：勝手にしやがれ (沢田研二の曲)）》（從心所欲）囊括各大頒獎禮的最高榮譽大獎，包括《第19回日本唱片大賞》年度大賞、《第8回日本歌謠大賞（日语：日本歌謡大賞）》年度大賞、《第10回日本有線大賞》年度大賞及《第11回全日本有線放送大賞》年度大賞，並成為首名兩奪《日本歌謠大賞（日语：日本歌謡大賞）》年度大賞的歌手。
- 1977年的《第19回日本唱片大賞》打入日本有紀錄以來最高收視率節目的第34位，錄得50.8%的收視率[13]，澤田奪得年度大賞的一刻收視率更達51.6%[20]，紀錄至今仍未打破。
- 1978年的《第29回NHK紅白歌唱大賽》，澤田成為紅白史上首位擔任全晚壓軸演出的非演歌系流行曲歌手，亦是紅白史上唯一一位能夠以個人名義擔任全晚壓軸演出的非演歌系流行曲男性歌手。（在紅白史上，只有三次由非演歌系的流行曲歌手擔任全晚壓軸演出，其後兩次已經是廿多年後，分別為2003及2005年SMAP以組合身份擔任）。
- 1989年的《第40回NHK紅白歌唱大賽》，澤田成為紅白史上首位於同晚內兩度出場的歌手（個人及老虎樂隊的身份）。
- 2000年11月，澤田研二被日本權威市場調查月刊《日經Entertainment》選為「20世紀J-POP巨人」第2位（第1位美空雲雀）[21]，表揚其對20世紀的日本樂壇的影響力。
- 出道已約40年的澤田，每年定必發表新的專輯，從未間斷，並且自1974年以來，每年必會舉行全國巡迴演唱會。這個紀錄曾有不被看好的報道。

### 對香港的影響
澤田研二曾三度訪港演出，是繼四葉樂隊之後，第二位日本歌手在香港舉行演唱會，兩次的演唱會分別於1980年12月6至7日（7日加開日場共三場）及1982年1月16至18日（三場）在伊利沙伯體育館（1980年8月開幕）舉行，並且兩次都是由麗的電視（亞洲電視前身）獨家直播，而澤田第三次來港是為亞洲電視1985年的《亞太小姐選舉》擔任表演嘉賓及評判。
澤田對80年代的香港樂壇影響甚深，過往羅文及梅艷芳曾亦參考其形象及風格，為香港樂壇帶來一片妖艷的景象。另外，澤田最廣為香港人熟識的形象就是鄭少秋模仿了他的船長造型演唱《OH! ギャル》，這成為了鄭少秋的經典模仿演出之一，而梅艷芳亦曾於《歡樂今宵》中模仿他，演唱了《ス・ト・リ・ッ・パ・ー》（Stripper）一曲。改編歌曲方面，最著名的有由（任意讓時光消逝）改編成溫拿樂隊的 4:55 (Part of the Game)[英文歌，由鍾鎮濤主唱]，鍾鎮濤的《讓一切隨風》及《TOKIO》被改編成張國榮的《H2O》，而澤田的法語歌曲《ITSUMI》則被改成林子祥的《澤田研二》，歌詞分別以水和火來形容澤田，以水比喻他感人的歌聲及優雅的姿態，但另一邊廂又可以有像火一樣的熱情及感染力，此曲除歌詞部份外，中段亦加插了讀白部份，表達了林子祥初次觀看澤田表演時的感受。

### 翻唱列表
更多請參見澤田研二被改編的歌曲列表。
- 《時の過ぎゆくままに》
鍾鎮濤「讓一切隨風」
馮偉棠「一刻千金」
方伊琪「時光消逝」
- 《勝手にしやがれ》
甄妮「心曲」
徐小明「今天萬里飛」
- 《Oh ギャル!》
鄭少秋「Oh gal」
甄秀儀「愛的周記」
- 《Love（抱きしめたい）》
鄭少秋「愛的擁抱」
夏韶聲「愛的擁抱」
甄妮「再見也罷」
鄭子固「冷暖情」
- 《Itsumi》
林子祥「澤田研二」
汪明荃「真心的知己」
杜麗莎「帶笑話別」
- 《お嬢さんお手上げだ》
李龍基「爲了理想」
張國榮「愛有萬萬千」
陳麗斯「愛有萬萬千」
- 《追憶》
張武孝「期待」
汪明荃「心有誓言萬千」

- 《TOKIO》　　張國榮「H2O」
- 《Down》　　許志安「烈火」
- 《カサブランカ・ダンディ》　　鍾鎮濤「聼我講」
- 《SPLEEN～六月の風にゆれて～》　　張學友「不經不覺」
- 《愛の逃亡者 The fugitive》　　張國榮「燒毀我眼睛」
- 《酒場でDABADA》　　葉振棠「酒場」
- 《すべてはこの夜に》　　葉德嫻「請勿騷擾」
- 《私生活のない女》　　張國榮「隱身人」
- 《はるかに遠い夢》　　葉蒨文「後悔淚水」
- 《愛の出帆》　　鄺美雲「人間有情」
- 《コバルトの季節の中で》　　蔡楓華「學唱一首歌」
- 《燃えつきた二人》　　蔡楓華「說句再見」
- 《恋は邪魔もの》　　張武孝「問我點辦」
- 《バイバイジェラシー》　　盧業瑂「疲倦再會」
- 《ストリッパー》　　鍾鎮濤「我要響鐺鐺」

## 伴奏樂隊
| 合作年份    | 伴奏樂隊                    | 結他（1） | 結他（2）      | 低音結他                   | 鼓（1）                      | 鼓（2）              | 鍵盤（1）                      | 鍵盤（2） |
| 1972 - 1973 | 井上堯之Group （井上Group） | 井上堯之  | -              | 岸部修三                   | 原田祐臣                     | -                    | 大野克夫                       | -         |
| 1973 - 1980 | 井上堯之Band （井上Band）   | 井上堯之  | 速水清司       | 岸部修三→ 佐佐木隆典       | 原田祐臣→ 田中清司→ 鈴木二郎 | -                    | 大野克夫                       | 羽岡利幸  |
| 1980 - 1981 | ALWAYS                      | 柴山和彦  | 澤健一         | 吉田建                     | 鈴木二郎                     | -                    | 西平彰                         | 羽岡利幸  |
| 1981        | 沙灘上的Love LetterBand     | 柴山和彦  | -              | 吉田建                     | 上原裕                       | -                    | 西平彰                         | -         |
| 1981 - 1984 | EXOTICS                     | 柴山和彦  | 安田尚哉       | 吉田建                     | 上原裕                       | -                    | 西平彰                         | -         |
| 1985 - 1988 | CO-CoLO                     | 石間秀機  | -              | クマ原田→ 竹内正彦         | チト河内                     | 上原ユタカ→ 原田祐臣 | 篠原信彦                       | -         |
| 1988 - 1989 | Kris Kringl                 | 柴山和彦  | -              | 井ノ上和宏                 | 今井智                       | -                    | 小林信吾                       | -         |
| 1989 - 1995 | JAZZ MASTER                 | 柴山和彦  | 大村憲司       | 吉田建→ 後藤次利→ 富倉泰生 | 村上'ポンタ'秀一             | -                    | 朝本浩文                       | 小林信吾  |
| 1996 -      | -                           | 柴山和彦  | 大橋勇→ 下山淳 | 衣知川伸一→ 沒有           | 村上'ポンタ'秀一→ GRACE      | -                    | 大山泰輝→ 野崎洋一→ 沒有→ 泰輝 | -         |

## 音樂相關列表

### 歌曲得獎紀錄
| 年份 | 得獎歌曲               | 譯名             | 獎項 |
| 1972 |                        | 不被容許的愛     | 第14回日本唱片大賞：歌唱賞 第5回日本有線大賞：優秀賞 |
| 1973 | 危険なふたり           | 危險的二人       | 第4回日本歌謠大賞：大賞 第15回日本唱片大賞：大眾賞 |
| 1974 | 追憶                   | 追憶             | 第16回日本唱片大賞：歌唱賞 |
| 1975 |                        | 任意讓時光消逝   | 第6回日本歌謠大賞 放送音樂賞 第4回(下期)FNS歌謠祭：優秀歌唱賞 第1回あなたが選ぶ全日本歌謠音樂祭：年間話題賞 |
| 1975 | 巴里にひとり           | 孤獨在巴黎       | 第3回(上期)FNS歌謠祭：上期特別賞 |
| 1977 | 勝手にしやがれ         | 從心所欲         | 第19回日本唱片大賞：大賞 第8回日本歌謠大賞：大賞（第2次） 第10回日本有線大賞：大賞 第11回全日本有線放送大賞：大賞 第3回あなたが選ぶ全日本歌謠音樂祭：Golden Grand Prize（大賞） 第6回東京音樂祭國内大會：Golden Canary賞（世界大會出賽權） 第6回東京音樂祭世界大會：銀賞 |
| 1978 | ダーリング             | Darling          | 第11回日本有線大賞：大賞（2年連續） |
| 1978 | LOVE (抱きしめたい)    | LOVE (擁抱)      | 第20回日本唱片大賞：最優秀歌唱賞、金賞 第7回FNS歌謠祭：Grand Prize（大賞） 第4回あなたが選ぶ全日本歌謠音樂祭：Golden Grand Prize（大賞） 第9回日本歌謠大賞：放送音樂賞                                                                                                   |
| 1979 | カサブランカ・ダンディ | Casablanca Dandy | 第21回日本唱片大賞：金賞 第8回FNS歌謠祭：優秀歌謠音樂賞 |
| 1979 | OH! ギャル             | OH! GAL          | 第8回東京音樂祭國内大會：Golden Canary賞（世界大會出賽權） 第8回東京音樂祭世界大會：外國審査員團特別賞 |
| 1979 | ロンリー・ウルフ       | Lonely Wolf      | 第10回日本歌謠大賞：放送音樂賞 |
| 1980 | 酒場でDABADA           | 酒場醉歌         | 第22回日本唱片大賞：金賞 第11回日本歌謠大賞：放送音樂賞 |
| 1981 | ス・ト・リ・ッ・パ・ー | Stripper         | 第23回日本唱片大賞：金賞 第12回日本歌謠大賞：放送音樂賞 |
| 1982 | 6番目のユ・ウ・ウ・ツ  | 第六號憂鬱       | 第24回日本唱片大賞：金賞 第13回日本歌謠大賞：放送音樂賞（6年連續） |
| 1983 | きめてやる今夜         | 決定在今夜       | 第25回日本唱片大賞：特別金賞（6年連續） 第14回日本歌謠大賞：放送音樂Producer連盟賞 第9回あなたが選ぶ全日本歌謠音樂祭：最優秀歌唱賞 |

### 紅白歌唱大賽出場紀錄
| 年份 | 回數   | 參加 次數 | 出場順 | 歌曲                   | 歌曲譯名         | 附註                                    |
| 1972 | 第23回 | 初        | 20/23  |                        | 不被容許的愛     |                                         |
| 1973 | 第24回 | 2         | 16/22  | 危険なふたり           | 危險的二人       |                                         |
| 1974 | 第25回 | 3         | 23/25  | 追憶                   | 追憶             | 渡邊製作事務所 ：最多歌手(10組)出場紀錄 |
| 1975 | 第26回 | 4         | 19/24  | 時の過ぎゆくままに     | 任意讓時光消逝   |                                         |
| 1976 | 第27回 | -         |        | -                      | -                | 缺席、新幹線暴行事件                    |
| 1977 | 第28回 | 5         | 18/24  | 勝手にしやがれ         | 從心所欲         |                                         |
| 1978 | 第29回 | 6         | 24/24  | LOVE (抱きしめたい)    | LOVE (擁抱)      | 壓軸演出                                |
| 1979 | 第30回 | 7         | 14/24  | カサブランカ・ダンディ | Casablanca Dandy |                                         |
| 1980 | 第31回 | 8         | 06/23  | TOKIO                  | TOKIO            |                                         |
| 1981 | 第32回 | 9         | 14/22  | ス・ト・リ・ッ・パ・ー | STRIPPER         |                                         |
| 1982 | 第33回 | 10        | 15/22  | 6番目のユ・ウ・ウ・ツ  | 第六號憂鬱       |                                         |
| 1983 | 第34回 | 11        | 06/21  | 晴れのちBLUE BOY       | BLUE BOY         | 第1回金杯受賞                           |
| 1984 | 第35回 | 12        | 12/20  | AMAPOLA                | AMAPOLA          |                                         |
| 1985 | 第36回 | 13        | 13/20  | 灰とダイヤモンド       | 灰和鑽石         |                                         |
| 1986 | 第37回 | 14        | 06/20  | 女神                   | 女神             |                                         |
| 1987 | 第38回 | 15        | 13/20  | CHANCE                 | CHANCE           |                                         |
| 1988 | 第39回 | -         | -      | -                      | -                | 缺席                                    |
| 1989 | 第40回 | 16        | 18/27  | 澤田研二：DOWN         | DOWN             | 同晚內兩度出場                          |
| 1989 | 第40回 | 初        | 04/27  | 老虎樂隊：花の首飾り、 | 花之首飾、只愛你 | 同晚內兩度出場                          |
| 1994 | 第45回 | 17        | 17/25  | HELLO                  | HELLO            |                                         |

## 演出相關列表

### 電影
| 公開日         | 監製              | 電影                                                | 譯名                                            | 角色             | 附註                                                                              |
| 1967年10月28日 | 和田嘉訓          | ドリフターズですよ! 前進前進また前進                | （是漂流者啊！前進前進又前進）                  | 自己             | 老虎樂隊客串演唱，沒有對白                                                        |
| 1968年4月10日  | 和田嘉訓          | ザ・タイガース 世界はボクらを待っている             | （老虎樂隊 世界在等著我們）                     | 自己             | 老虎樂隊首套主演的電影                                                            |
| 1968年4月27日  | 坪島孝            | クレージーメキシコ大作戦                            | （Crazy Mexico大作戰）                          | 派對賓客         |                                                                                   |
| 1968年12月19日 | 山本邦彦          | ザ・タイガース 華やかなる招待                       | （老虎樂隊 華麗的招待）                         | 宇野健二         | 老虎樂隊第二套主演的電影。日語「健二」與「研二」同音                              |
| 1969年7月12日  | 岩内克己          | ザ・タイガース ハーイ!ロンドン                      | （老虎樂隊 Hi! London）                         | 自己             | 老虎樂隊第三套主演的電影                                                          |
| 1970年6月13日  | 古澤憲吾          | 日本一のヤクザ男                                    | （日本第一黑道人物）                            | 歌手             |                                                                                   |
| 1972年9月29日  | 前田陽一          | 虹をわたって                                        | （橫渡彩虹）                                    | 石本昭夫         |                                                                                   |
| 1974年6月22日  | 龍村仁            | キャロル                                            | （Carol）                                       | 自己             | 特別出演                                                                          |
| 1974年12月28日 | 藤田敏八、 加藤彰 | 炎の肖像                                            | （炎之肖像）                                    | 鈴木二郎 (Julie) | 個人首次主演                                                                      |
| 1976年1月31日  | 出目昌伸          | パリの哀愁                                          | （巴黎的哀愁）                                  | 瀧村二郎         |                                                                                   |
| 1979年10月6日  | 長谷川和彦        |                                                     | 盜日者                                          | 城戶誠           | 第4回報知電影賞最佳電影及主演男優賞 (澤田研二)                                    |
| 1981年6月6日   | 深作欣二          | 魔界転生                                            | 魔界轉生 （又譯《魔界轉世》）                   | 天草四郎時貞     |                                                                                   |
| 1982年1月23日  | 若松孝二          | 水のないプール                                      | （沒有水的游泳池）                              | 黑幫老大         |                                                                                   |
| 1982年12月27日 | 山田洋次          | 男はつらいよ 花も嵐も寅次郎                         | 男人之苦：戀愛專家                              | 三郎             | 與田中裕子合作後結婚                                                              |
| 1984年2月18日  | 森田芳光          | ときめきに死す                                      | 藍色假期                                        | 工藤直也         |                                                                                   |
| 1985年2月6日   | 鈴木清順          | カポネ大いに泣く                                    | （卡邦大哭）                                    | 大澤鐵五郎       | 萩原健一、田中裕子合演                                                            |
| 1985年10月4日  | Paul Schrader     | 三島由紀夫：人間四幕                                | 三島由紀夫傳                                    | 收               | 日本未公開                                                                        |
| 1988年10月22日 | 藤田敏八          | リボルバー                                          | （Revolver）                                    | 清水信彥         |                                                                                   |
| 1990年5月19日  | 売野雅勇          | シンデレラ・エクスプレス                            | （Cinderella Express）                          | 岸岡ヒロシ的前輩 |                                                                                   |
| 1990年11月3日  | 小平裕            | タイガースメモリアルクラブバンド ぼくと、ぼくらの夏 | （Tigers Memorial Club Band 我和我們的夏天）    | 酒井圭吾         | 特別出演                                                                          |
| 1991年5月11日  | 塚本晋也          | 妖怪ハンターヒルコ                                  | 妖獸獵人 （又譯《妖怪比留子》或《怪談比留子》） | 稗田禮二郎       |                                                                                   |
| 1991年5月31日  | 鈴木清順          | 夢二                                                | 夢二                                            | 竹久夢二         | 高崎映画祭主演男優賞                                                              |
| 1991年9月14日  | 加藤良一          | バカヤロー!4 YOU! お前のことだよ                    | （笨蛋！4 YOU！是你的事啊）                     | 白石はじめ       | 第2集《カラダだけの男》演出                                                       |
| 1999年3月27日  | 市川準            | 大阪物語                                            | 大阪物語                                        | 霜月隆介         | 田中裕子合演                                                                      |
| 2001年10月27日 | 鈴木清順          | ピストルオペラ                                      | 新殺之烙印                                      | 東京站的殺手     | 特別演出                                                                          |
| 2002年2月23日  | 三池崇史          | カタクリ家の幸福                                    | 搞鬼小築                                        | 片栗正男         |                                                                                   |
| 2002年10月5日  | 三池崇史          |                                                     | SABU                                            | 岡安喜兵衛       |                                                                                   |
| 2004年2月28日  | 加門幾生          | eiko [エイコ]                                       | eiko                                            | 江ノ本章一       |                                                                                   |
| 2006年10月7日  | 安田真奈          | 幸福のスイッチ                                      | 幸福的開關                                      | 稻田誠一郎       | 第16回日本影評家大獎 主演男優賞 (澤田研二)                                        |
| 2021年8月6日   | 山田洋次          | キネマの神様                                        | 電影之神                                        | 円山鄉直         | 原本的男主角志村健於2020年3月29日因新冠肺炎病逝。円山鄉直一角最終由澤田研二頂替。 |

### 電視劇
| 播放日                                   | 電視台 | 劇場                             | 電視劇                                   | 譯名                                    | 角色                                                              | 附註 |
| 1972年4月10日                            | TBS    | 兄弟劇場                         | 刑事くん(1)                              | 青年幹探 (無綫譯名)                     | 第32話「ゆるされない愛」客串                                      | |
| 1972年 （詳細不明）                      | TBS    | 水曜劇場                         | 時間ですよ(2)                            | 是時間啊                                | 客串                                                              | |
| 1972年12月1日                            | NTV    | -                                | 太陽にほえろ!                            | 追緝令 (麗的譯名) 黑日追捕令 (無綫譯名) | 清坂貞文 (美術大學生的犯人) 第20回「そして、愛は終った」客串      | 共演：萩原健一 |
| 1973年2月18日                            | TBS    | 星期日呈獻                       | 同棲時代                                 | 同居時代                                | 江夏次郎 (插畫家)                                                 | 首套主演電視劇。 共演：梶芽衣子、萩原健一 |
| 1973年11月23日                           | NTV    | -                                | くるくるくるり                           | 團團轉                                  | 第1回友情演出                                                     | 共演：萩原健一 |
| 1974年7月31日                            | TBS    | 水曜劇場                         | 寺内貫太郎一家                           | 寺内貫太郎一家                          | 每回肖像演出及 第29回特別演出                                     | 身為澤田研二歌迷的寺内貫太郎的母親（悠木千帆飾，現名樹木希林）每集都會凝視著掛在自己房間中的澤田海報，並扭動身體然後大叫一聲「Julie!」，演出大獲好評。另外，劇中她亦曾要求飾演孫兒的西城秀樹扮演澤田以滿足其欲望。第29回安排她驚見去掃墓的澤田。 |
| 1975年6月6日- 1975年9月27日 （全17回）   | TBS    | 週五連續劇                       | 悪魔のようなあいつ                       | 像惡魔一樣的傢伙                        | 可門良(酒吧歌手、犯人)                                            | 根據三億日元搶劫案改編，插曲《》成為大熱作品。疑因內容過份大膽而令此劇於首播後被禁超過25年，直至2001年才推出DVD。 共演：藤龍也、若山富三郎 |
| 1977年10月19日                           | TBS    | 水曜劇場                         | ムー                                     | -                                       | 第23回特別出演                                                    | 主演：鄉裕美、樹木希林 |
| 1977年 （詳細不明）                      | TBS    | -                                | 飛べ！孫悟空                             | 飛！孫悟空                              | 布偶及聲音出演                                                    | 由Drifters各成員主演關於西遊記的布偶劇 |
| 1978年5月5日及 11月24日                  | TBS    | -                                | 七人の刑事                               | 七人的刑事                              | 第4話「ひとりぼっちのビートルズ」及第28話「悲しきチェイサー」客串 | 主唱第28話插曲《哀しきチェイサー》 |
| 1978年12月21日                           | TBS    | -                                | マジカル7大冒険！                        | 魔法7大冒險                             | 第12回客串                                                        | |
| 1978年 （詳細不明）                      | TBS    | 水曜劇場                         | ムー一族                                 | -                                       | 特別出演                                                          | 主演：鄉裕美、樹木希林 |
| 1979年1月1日                             | TX     | 新春ヤンヤン歌うスタジオ大時代劇 | 爆笑怪盗猫ニャン捕物帳                   | -                                       | -                                                                 | 新春特備節目。 共演：鄉裕美、西城秀樹、野口五郎、山口百惠、櫻田淳子、Pink Lady |
| 1979年2月28日                            | TBS    | 水曜劇場                         |                                          | 熱愛一家・LOVE                          | 客人 (第3回客串)                                                  | |
| 1980年1月3日                             | TBS    | 資生堂特約                       | 源氏物語                                 | 源氏物語                                | 光源氏                                                            | 妖艷的源氏與多名女演員合演成為話題。 第17回銀河賞受賞戲本。 |
| 1981年10月1日- 1981年12月24日 （全13回） | TBS    | 星期四劇院                       |                                          | 何時是黃昏的街                          | 瀨川高之                                                          | |
| 1981年10月6日- 1981年11月10日 （全6回）  | TBS    | -                                | 続・思えば遠くへ来たもんだ               | 續．想到遠方來                          | 新月太郎                                                          | 共演：紺野美沙子 |
| 1981年10月15日- 1982年2月25日 （全30回） | TX     | -                                | もんもんドラエティ                       | -                                       | 第1話「お化けからのラブレター&エマニエル」客串                    | |
| 1982年4月27日                            | TBS    | The Suspence                     | 陽のあたる場所                           | -                                       |                                                                   | |
| 1982年8月26日                            | MBS    | 西武特約                         | 嵐立つなり                               | 成為風暴                                | 宮澤隆二                                                          | |
| 1982年11月16日                           | NTV    | Suntory特約                      | 幕末青春グラフティ 坂本竜馬              | 坂本龍馬                                | 佐佐木只三郎(刺客) (友情出演)                                     | 主演：武田鐵矢 |
| 1983年9月23日                            | CX     | -                                | 恋人よ、われに帰れ Lovers Comeback to Me | 戀人歸來                                | Ken Ōta                                                           | |
| 1984年1月1日                             | MBS    | -                                | ジュリーと鉄矢の源氏物語'84              | Julie與鐵矢的源氏物語'84                | 光源氏                                                            | 共演：武田鐵矢、小柳留美子 |
| 1984年1月8日- 1984年12月23日 （全51回）  | NHK    | 大河劇                           | 山河燃ゆ                                 | 山河燃燒                                | 查理田宮 (美軍軍官)                                               | 最高收視率30.5%、平均收視率21.1%。 |
| 1986年4月7日- 1986年10月4日 （全156回）  | NHK    | 晨間小說連續劇                   | はね駒                                   | 跳駒 (無綫譯名)                         | 松浪毅 (基督教傳道師)                                             | 初出場至第58集，第148集再登場。 主演：齊藤由貴、渡邊謙、樹木希林 |
| 1988年1月10日- 1988年2月1日 （全4回）    | KTV    | 花王名人劇場                     | にっぽん笑売人                           | 日本搞笑商人                            | 林正之助 (吉本興業會長)                                           | 共演：岸部四郎 |
| 1988年10月9日- 1988年10月23日 （全3回）  | ANB    | シリーズ男の決断                 | ザ・ディーラー                           | The Dealer                              | 古村壽一 (交易員)                                                 | 主唱插曲《Stranger -Only Tonight-》。 |
| 1988年11月11日                           | ABC    | 特約劇                           | 二人の医師                               | 二人的醫生                              | 竹田 (醫生)                                                       | 1989年度藝術節參展節目。 共演：蟹江敬三 |
| 1989年11月4日                            | NHK    | 特約劇                           | 幸福な市民                               | 幸福的市民                              | 雲居鶴彥 (保險調查員)                                             | 第8回向田邦子賞受賞戲本。 |
| 1990年7月25日- 1990年7月28日 （全4回）   | ANB    | 市川準東京日常劇場 哀愁編        | マネージャー                             | Manager                                 | 經理                                                              | |
| 1992年11月7日- 1992年11月14日 （全2回）  | NHK    | 週六連續劇                       | 流れてやまず 長流不息〜遥かなる黄河      | 長流不息 (無綫譯名)                     | 溝江遼                                                            | 共演：周海媚 |
| 1993年1月10日- 1993年6月13日 （全23回）  | NHK    | 大河劇                           | 琉球の風                                 | 琉球之風                                | 琉球王・尚寧 (浦添王子)                                           | 最高收視率24.1%、平均收視率17.3%。 共演：東山紀之、萩原健一 |
| 1994年8月12日                            | CX     | 星期五娛樂                       |                                          | 愛與和平的特別企畫 總務課長上戰場!!     | 山倉久志 (總務課長)                                               | 共演：阿部寛 |
| 1997年6月25日                            | CX     | -                                | ギフト                                   | 禮物                                    | 最終回（11回）「次の依頼人」肖像演出                              | 主演：木村拓哉、篠原涼子 |
| 1998年8月26日- 1998年9月30日 （全6回）   | NHK    | 星期三系列連續劇                 |                                          | 兩個愛                                  | 伊野原亨 (兒科醫生)                                               | |
| 2000年10月1日- 2001年3月31日 （全149回） | NHK    | 晨間小說連續劇                   | オードリー                               | Audrey                                  | 麻生祐二                                                          | |
| 2001年3月30日                            | BS-i   | 特約劇                           | 最悪                                     | 最惡                                    | 川谷信次郎 (小工場的社長)                                         | 片尾曲︰老虎樂隊《青い鳥》 |
| 2002年5月14日                            | NBN    | 名古屋電視台開局40周年特別番組   |                                          | SABU                                    | 岡安喜兵衛                                                        | 第40回銀河賞選獎，第29回放送文化基賞節目部門電視劇節目，2002年藝術節優秀獎，日本民間放送連盟賞優秀賞受賞作品。2002年10月5日公映的電影版本收錄未曾播放的片段。 共演：藤原龍也、妻夫木聰                                                           |
| 2006年4月8日- 2006年5月13日 （全6回）    | NHK    | 週六連續劇                       | マチベン                                 | 街頭律師                                | 後藤田薫 (律師)                                                   | 主演：江角真紀子、山本耕史，客串︰岸部一德 |

## 出版物

### 書籍
- 1985年：我的名字叫「茱莉」 (我が名は、ジュリー)

### 寫真集
| 日期           | 寫真集                                      | 譯名 | 附註 |
| 1971年         | JULIE IN LONDON                             | -    | -    |
| 1972年         | JULIE in AEGEAN                             | -    | -    |
| 1976年         | PARIS MON AMOUR 沢田研二 映画～パリの哀愁～ | -    | -    |
| 1976年12月23日 | 僕の中の男たち                              | -    | -    |
| 1977年12月12日 | Loveable Dummy 沢田研二 Photo Fantasy       | -    | -    |
| 1978年         | Photo Collection THE FIRST YEAR OF JULIE    | -    | -    |
| 1980年2月29日  | 水の皮膚                                    | -    | -    |

## 引用和註釋
1. ↑  本名寫法是舊字體「澤」，藝名寫法是新字體「沢」
2. ↑  . HMV. （原始内容存档于2009-09-06） （日语）. この妖艶さは日本のデヴィッド・ボウイと称されるのにも納得。 （這個妖艷被稱為日本大衛寶兒是可以理解的。）
3. ↑  週刊現代1984年1月28日
4. ↑  6番目のユ・ウ・ウ・ツ（日语：6番目のユ・ウ・ウ・ツ）
5. ↑  Music Station 2010年9月10日 最強アーティスト売上TOP40（澤田研二 第37位 1570萬張，截至2010年8月2日）
6. 1 2  Music Station 2011年1月14日 史上最強アイドルBEST50（澤田研二 第10位 1570萬張，截至2010年12月6日）
7. 1 2  1985年澤田研二自述傳《我的名字叫“茱莉”》(玉村豐男編輯/中央公論社)
8. ↑  . livedoor blog. 1968–1969  [2008-02-23]. （原始内容存档于2021-01-26） （日语）. グループサウンズ人気投票〔1位 ザ・タイガース，1位 沢田研二〕（Group Sounds人氣投票，老虎樂隊及澤田研二分別得到多本著名雜誌的組合及個人類別人氣榜的第一位）[來源可靠？]
9. ↑  . えとせとらレコード. 1968  [2008-04-30]. （原始内容存档于2015-09-24） （日语）. 《花の首飾り／銀河のロマンス》（花之首飾／銀河的羅曼史）在Oricon單曲銷量榜連奪7週冠軍，銷量達676,000張。
10. ↑  . えとせとらレコード. 1968  [2008-04-30]. （原始内容存档于2015-09-24） （日语）. 《シー・シー・シー》（C-C-C）在Oricon單曲銷量榜連奪4週冠軍後，被千昌夫的《星影のワルツ》登上冠軍1週，《シー・シー・シー》再奪冠軍2週，合共6週冠軍，銷量達508,000張。
11. ↑  . 日本作曲家協會及日本唱片大賞制定委員會.   [2008-04-04]. （原始内容存档于2020-02-09） （日语）. 歌唱賞得獎歌曲的最高分者可奪得年度大賞，4名歌唱賞得獎者包括：澤田研二「勝手にしやがれ」（42分）、山口百惠「秋桜」（2分）、岩崎宏美「思秋期」（2分）、石川さゆり「津軽海峡冬景色」（3分）
12. ↑  . 日本作曲家協會及日本唱片大賞制定委員會. （原始内容存档于2008-06-11） （日语）. 第19回日本唱片大賞．大賞「勝手にしやがれ」澤田研二
13. 1 2  
. Video Research Ltd. 1977年12月  [2008年2月23日]. （原始内容存档于2008年2月23日） （日语）. 34. 第１９回輝く日本レコード大賞 1977年12月31日(土) 19:00（放送開始） 115（放送分数） TBS（放送局） 50.8%（番組平均世帯視聴率）
14. ↑  Sponichi Annex - 1988年5月27日報導 的存檔，存档日期2011年12月14日，.
15. ↑  . be-juli. 1989. （原始内容存档于2008-05-10） （日语）. タイガース・メモリアル・クラブ・バンド〔1989.4.5（水）大阪城ホール，1989.6.10（土）横浜アリーナ
16. ↑  . Oricon. 2005年9月  [2008-07-01]. （原始内容存档于2009-04-17） （日语）. ロイヤル・ストレート・フラッシュ/沢田研二　最高位：49位　登場回数：11回
17. ↑  CR Fever Julie The Pinball官方網頁介紹 的存檔，存档日期2008-03-12.
18. ↑  .   [2010-02-10]. （原始内容存档于2010-08-03）.
19. ↑  Rolling Stone (No. 28, March 1969) - Japanese Rock: Kenji Julie Sawada of Julie and the Tigers
20. ↑  . Fou de Julie Annex（ジュリーに熱烈・別館）. 1977年12月  [2008-02-23]. （原始内容存档于2020-02-09） （日语）. TBS/ 日本レコード大賞，1977，第19回，勝手にしやがれ，レコード大賞，51.6%
21. ↑  日経エンタテインメント！2000年12月号「J-POP巨人列伝-20世紀を駆け抜けた10人」
22. ↑  鍾鎮濤翻唱歌曲 的存檔，存档日期2008-03-04.
23. ↑  .   [2008-02-26]. （原始内容存档于2020-02-09）.
24. ↑  明報OL．志村健逝世一年 「遺作」8月上映[EB/OL]．(2021-03-30) [2021-10-05]https://ol.mingpao.com/ldy/showbiz/news/20210330/1617042816878/志村健逝世一年-「遺作」8月上映.

## 外部連結
- （日語）澤田研二官方網頁 （页面存档备份，存于）
- （日語）Julie With The Wild Ones官方網頁 （页面存档备份，存于）
- （日語）渡邊音樂出版株式會社 - 澤田研二於渡邊時代所發行的專輯資料